# Sous-préfecture d'Oshima
La sous-préfecture d'Oshima (渡島総合振興局, Oshima-sōgō-shinkō-kyoku) est une sous-préfecture située sur l'île de Hokkaidō, au Japon.

## Géographie

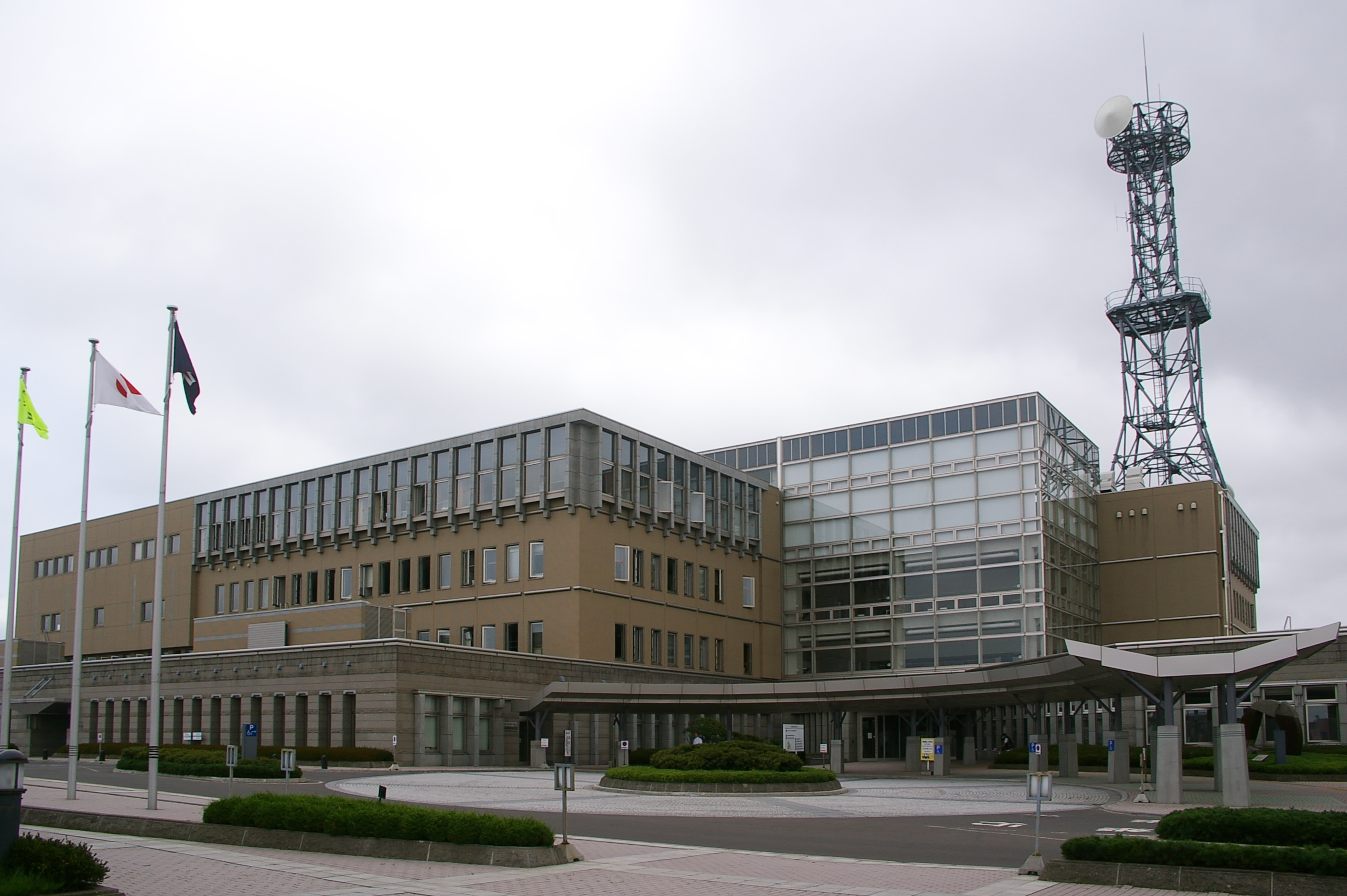
Bureaux de l'administration de la sous-préfecture d'Oshima à Hakodate.

### Situation
La sous-préfecture d'Oshima occupe la partie orientale et méridionale de la péninsule d'Oshima, dans le sud-ouest de Hokkaidō.

### Démographie
La sous-préfecture d'Oshima couvre une superficie de 3 936,5 km2 et abritait au 31 mars 2015 une population de 412 541 habitants (densité de population de 105 hab./km2).
Oshima Ō-shima et Oshima Ko-jima, deux îles sises en mer du Japon, dépendent de la sous-préfecture.

### Divisions administratives

#### Villes
La sous-préfecture compte deux villes : Hakodate, la capitale, et Hokuto.

#### Districts et bourgs
La sous-préfecture comporte aussi neuf bourgs répartis en six districts ruraux.
- District de Futami
  - Yakumo
- District de Kameda
  - Nanae
- District de Kamiiso
  - Kikonai
  - Shiriuchi
- District de Kayabe
  - Mori
  - Shikabe
- District de Matsumae
  - Fukushima
  - Matsumae
- District de Yamakoshi
  - Oshamanbe